# 감사용 기록
감사용 기록(audit trail, audit log), 감사 로그는 컴퓨터 사용자를 추적할 수 있도록 컴퓨터의 모든 활동을 시간별로 자동 기록해 놓은 것이다. 즉, 특정 작업, 절차, 이벤트에 영향을 미치는 일련의 활동 증거를 제공하는 레코드의 출처와 도착지, 그리고 레코드의 집합, 시간순 보안 관련 기록이다. 감사용 기록은 일반적으로 금융 거래, 과학 연구, 의료 데이터 트랜잭션, 개인, 시스템, 계정, 기타 실체 간 커뮤니케이션 등의 활동에서 비롯되는 것이 보통이다.
안전을 고려하여 이 기록은 운영 체제가 관리하게 만드는 것이 좋다.